# Аяроглу, Хасан
Хасан Аяроглу (тур. Hasan Ayaroğlu; 22 марта 1995 года, Чанкыры) — турецкий футболист, играющий на позиции полузащитника. Ныне выступает за турецкий клуб «Аланьяспор».

## Клубная карьера
Хасан Аяроглу начинал свою карьеру футболиста в клубе «Анкарагюджю». 25 марта 2012 года он дебютировал в турецкой Суперлиге, выйдя на замену в домашнем матче с «Антальяспором». По итогам сезона «Анкарагюджю» вылетел в Первую лигу, а спустя год — во Вторую. В конце августа 2015 года Хасан Аяроглу перешёл в клуб Суперлиги «Эскишехирспор», но продолжил на правах аренды выступать за «Анкарагюджю» во Второй лиге. Сезон 2016/17 он отыграл за другую команду Второй лиги «Кастамонуспор», также будучи арендован. Сезон 2017/18 Аяроглу провёл за «Эскишехирспор» в Первой лиге, забив в её рамках 9 голов. Летом 2018 года он перешёл в клуб Суперлиги «Аланьяспор».